# Gussow (Heidesee)
Gussow ist seit dem 26. Oktober 2003 ein Ortsteil in der Gemeinde Heidesee in Brandenburg, südöstlich von Berlin im Landkreis Dahme-Spreewald.

## Lage

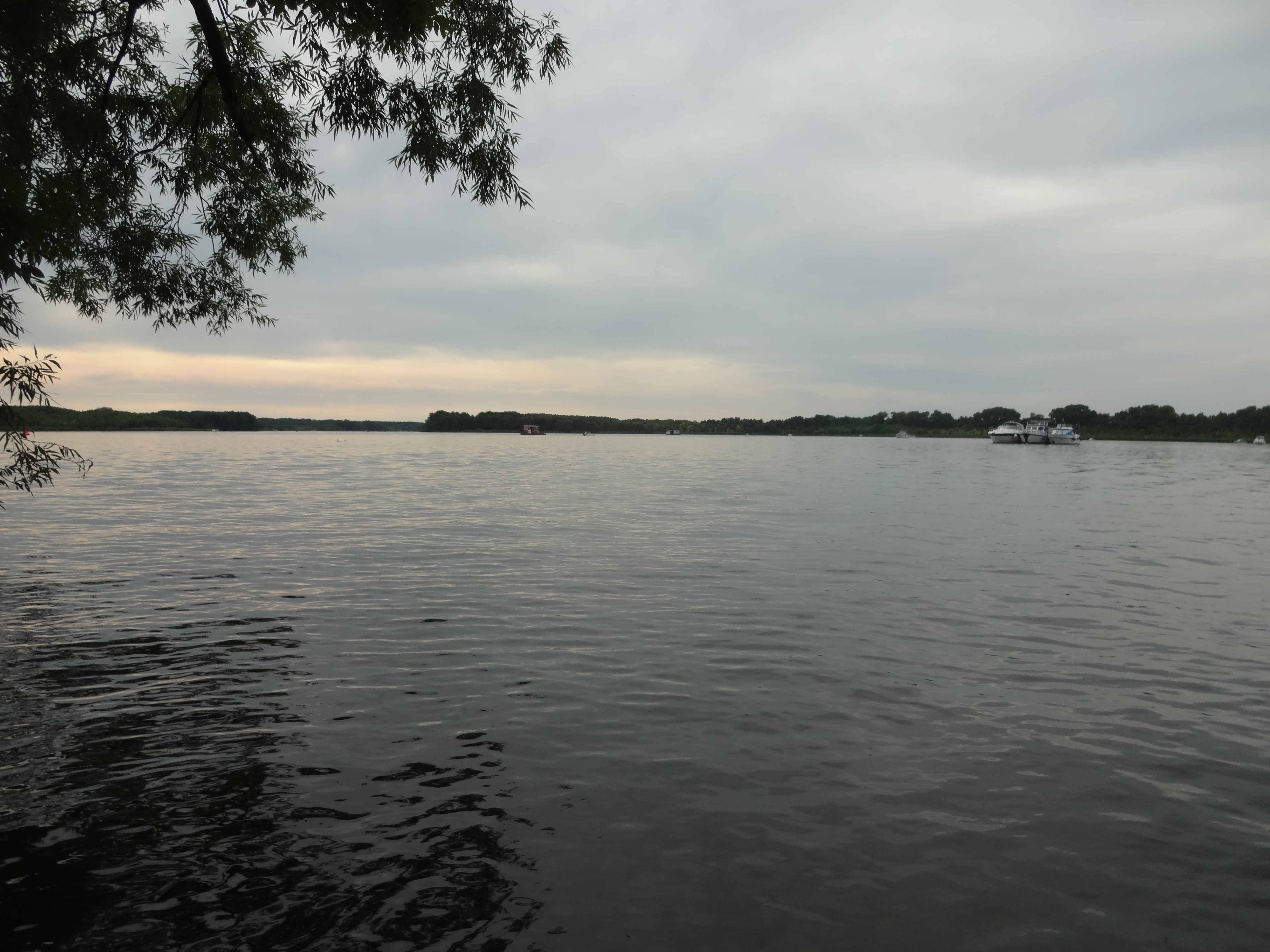
Dolgensee

Der Ort liegt an der Dahme westlich des Gemeindezentrums von Heidesee. Im Norden der Gemarkung liegt Senzig, ein Stadtteil von Königs Wusterhausen. Es folgen im Uhrzeigersinn: Bindow, Blossin, Dolgenbrodt, Gräbendorf, Bestensee. Der nördliche Teil ist überwiegend bewaldet. In der Mitte wird Landwirtschaft betrieben, während der südliche Teil wiederum mit Wald bewachsen ist. Zu Gussow gehören der nördliche Teil des Dolgensees, der von der Dahme durchflossen wird. Der Landgraben fließt von Westen hin zur Dahme durch das Gebiet zu, der Heidekrautgraben im südlichen Teil in den Dolgensee. Im Südosten liegt der Ortsteil Friedrichsbauhof.

## Etymologie und Geschichte

### 15. bis 17. Jahrhundert
Der Begriff Gussow stammt aus dem slawischen Sprachraum. Im Sorbischen steht gus, im Polnischen ges für Gans. Der durch Gussow fließende Landgraben trug im Mittelalter den Namen Gusava oder Gusova, was so viel hieß wie Gänsebach. In späteren Jahrzehnten und Jahrhunderten taucht Gussow auch als Gusow, Gußo oder Guese auf. Seit 1775 ist Gussow namentlich verfestigt.
Erstmals urkundlich erwähnt wurde der Gusaw 1436. Es wurde als Dorf am „Trüben-See, an der Grenze zwischen der Herrschaft Beeskow und dem Schenkenländchen“ beschrieben. Im Jahr 1514 lebten im Ort zur Guso ein Krüger, der den Schenken von Landsberg verpflichtet war. Abgesehen von wenigen Karteneinträgen ist von Gussow kaum Schriftliches überliefert, da beispielsweise eine eigene Kirchenchronik fehlt. Aus dem Jahr 1624 sind 12 Bauern und vier Kötter und ein Hirte überliefert. Die Gemarkung war 13 Hufen groß, davon standen dem Schulzen zwei Hufen zu. Im Dreißigjährigen Krieg wurde auch dieses Dorf stark verwüstet: Noch Ende des 17. Jahrhunderts stand jedes zweite Gehöft in Spätfolge des Krieges leer. 1652 war von einem Setzschulzen die Rede; hinzu kamen vier Bauern mit zwei Söhnen. 1684 war der Ort zwar wieder auf acht Bauernstellen angewachsen, drei waren jedoch nach wie vor wüst. Es gab fünf Kötterhöfe, davon drei wüst sowie einen Weinberg. Dem Gutsherren standen die Schäfereigerechtigkeit, die Krug- und Braugerechtigkeit und das Recht zu, eine kleine Fähre über das Fließ zu bauen und zu betreiben.

### 18. und 19. Jahrhundert

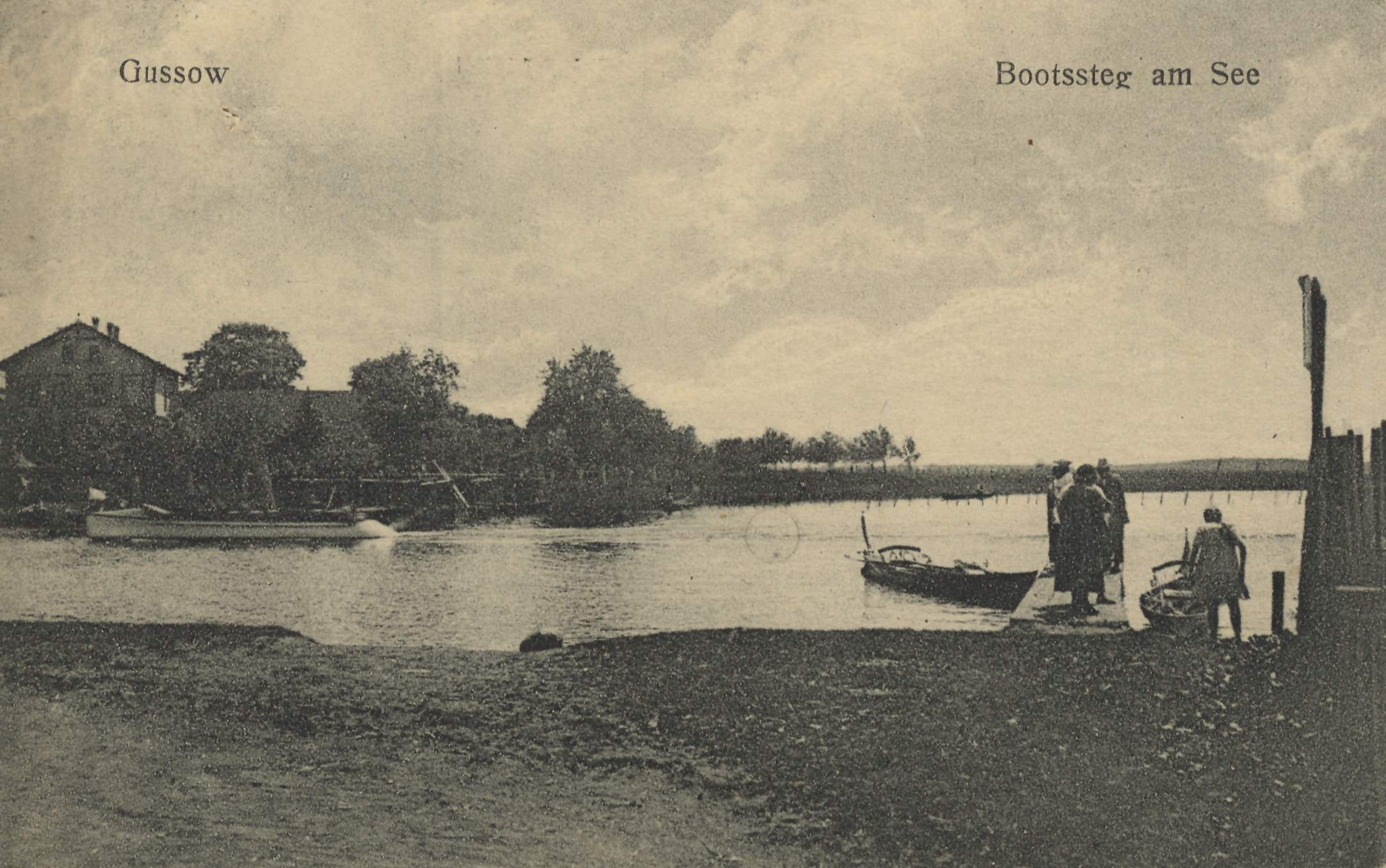
Historische Ansicht, um 1900

Auf einer Karte von Ioh. Christ. Schreibern aus Leipzig, datiert auf die Zeit zwischen 1710 und 1730, ist Gussow als Gusow erstmals kartographisch verzeichnet. 1711 war es auf sechs Giebel (=Wohnhäuser) angewachsen. Dort lebten ein Schmied, ein Hirte, ein Schäfer, der große und der kleine Knecht sowie drei Paar Hausleute. Sie leisteten für die 13 Hufen je vier Groschen Abgaben. 1743 war Gussow auf zwölf Bauernstellen angewachsen. Neben einem Krug bestanden außerhalb des Dorfes zwei weitere Familienhäuser. Seit Gussow 1783 dann in die Charte de la Moyenne Marché der Homaennischen Erben in Nürnberg aufgenommen wurde, ist der Ort häufiger kartographisch vermerkt.
1801 gab es im Ort zwölf Ganzbauern, zwei Büdner, zwei Einlieger, einen Krug sowie die Schäferei. Die Statistik verzeichnete weiterhin 17 Feuerstellen (=Haushalte). Gussow wuchs weiter und durch weitere Bautätigkeiten gab es 1840 bereits 22 Wohnhäuser. Gussow erschien auf einer katasteramtlichen Urkarte aus dem Jahr 1850. Im Jahr 1858 lebten im Ort 21 Hofeigentümer, die 37 Knechte und Mägde sowie zwölf Tagelöhner beschäftigten. Es gab drei nebengewerbliche Landwirte und 27 Arbeiter. In Gussow bestanden 24 Besitzungen. Eine war 644 Morgen groß, zwei weitere kamen zusammen auf 647 Morgen. Elf Besitzungen waren zwischen 30 und 300 Morgen groß (zusammen 2231 Morgen), sieben weitere Besitzungen zwischen fünf und 30 Morgen (zusammen 68 Morgen). Drei weitere Besitzungen kamen zusammen auf gerade einmal fünf Morgen. Mittlerweile hatten sich zahlreiche Gewerke angesiedelt. Es gab drei Schneidermeister, einen Zimmerer- und Schiffbauermeister mit sechs Gesellen und drei Lehrlingen, einen Tischlermeister mit einem Gesellen, einen Maurergesellen, einen Grobschmiedemeister mit einem Gesellen, einen Händler, einen Krämer sowie zwei Schiffseigentümer mit sechs Schiffen und zwei Stromfahrzeugen. Außerdem lebten im Ort ein Schankwirt, ein Rentier und ein Armer. 1860 bestanden im Ort zwei öffentliche Gebäude, 29 Wohn- und 50 Wirtschaftsgebäude, darunter eine Ziegelei. 1892 entstand eine Dorfschulchronik. Daraus lässt sich schließen, dass die Kinder von diesem Jahr an nicht mehr den Unterricht im benachbarten Gräbendorf besuchen mussten, mithin nunmehr eine Schule vorhanden war.

### 20. und 21. Jahrhundert

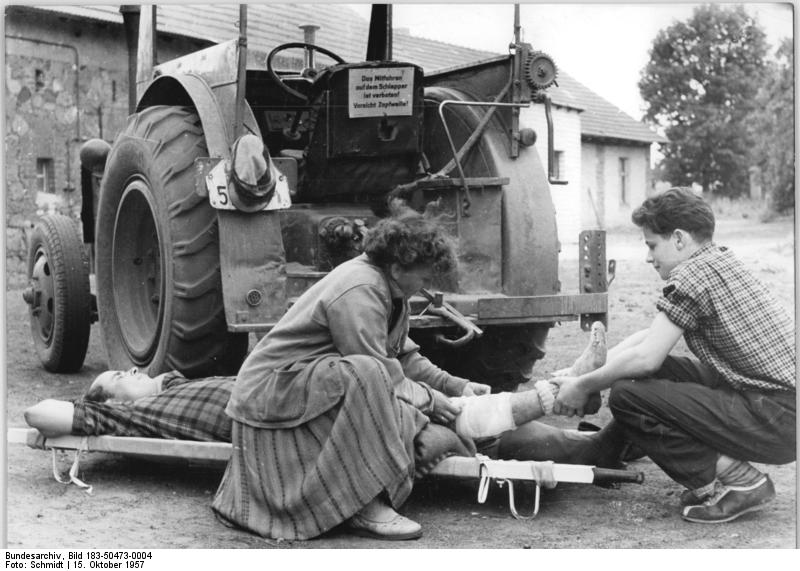
Unfallübung in Gussow, 1957

Um 1900 leben in Gussow 450 Einwohner in 59 Häusern (1900). Es existierten inzwischen zwei Logierhäuser und Ausflugslokale und es gibt einen intensiven Naherholungstourismus aus dem benachbarten Berlin. Die Berliner fuhren mit dem Dampfer und Ausflugsbooten über Spree und Dahme nach Gussow, legten an der Gussower Dorfstraße an, kehrten in eines der beiden Gasthäuser ein und fuhren später zurück in die Großstadt. Seit der Weimarer Republik besteht in Gussow ein ehemaliges Landheim der Berliner Stadtmission mit einem „herrlichen Badestrand“, das heute zu ihren Gästehäusern für Kinder, Jugendliche und Senioren gehört. 1910 eröffnete im Ortsteil Friedrichsbauhof ein privat betriebener Friedhof. Bis 1931 war die Anzahl der Gebäude auf 75 Wohnhäuser angewachsen.
Nach dem Zweiten Weltkrieg wurden 270 Hektar Land enteignet und aufgeteilt. Sechs Bauern erhielten zusammen gerade einmal zwei Hektar, 14 Bauern zusammen 31 Hektar und fünf Bauern zusammen 41 Hektar. Fünf weitere Betriebe erhielten 56 Hektar. Die Flächen von 33 Altbauern wurden um 96 Hektar aufgestockt. Im Jahr 1952 gründete sich eine LPG vom Typ I, die 1953 in eine LPG Typ III umgewandelt wurde. Sie hatte 78 Mitglieder und bewirtschaftete 308 Hektar landwirtschaftliche Nutzfläche. Eine weitere LPG Typ I hatte fünf Mitglieder mit 47 Hektar Fläche, die sich jedoch 1964 an die LPG Typ III anschlossen. 1971 kam es zur Vereinigung der LPG mit der LPG Senzig zur LPG Gussow-Senzig mit Sitz in Gussow.

## Bevölkerungsentwicklung
| Jahr      | 1734 | 1772 | 1801 | 1817 | 1840 | 1858                      | 1895 | 1925 | 1939 | 1946 | 1964 | 1971 |
| Einwohner | 98   | 105  | 111  | 109  | 195  | 318 ohne Friedrichsbauhof | 387  | 445  | 444  | 454  | 423  | 430  |

## Politik
Ortsvorsteher ist Mario Thiede, weitere Mitglieder des Ortsbeirats sind Andre Gruve und Benjamin Rohde.

## Wirtschaft und Infrastruktur

### Wirtschaft
Im 21. Jahrhundert gibt es in Gussow  einen Kinderbauernhof, ein Eiscafé mit Strandbad, einige gastronomisch Einrichtungen, einen Bootsverleih, einen Fußballplatz, eine Beach-Volleyball-Anlage und eine Kita. Im Ort arbeiten die Künstler Leni Löber-Schamal sowie der Bildhauer Joachim Schamal.

### Infrastruktur
Über die Kreisstraße 6152 besteht in der Siedlung am Dolgenhorst eine Verbindung zur Bundesstraße 246, die in West-Ost-Richtung südlich an Gussow vorbeiführt. Nach Norden besteht über die Bindower Straße ein Anschluss an die Landstraße 40, die nach Senzig und Friedersdorf führt. Die Buslinie 724 der RVS verbindet den Ort mit Königs Wusterhausen und Streganz.